# Agnes Miegel
Agnes Miegel, född den 9 mars 1879 i Königsberg (nu Kaliningrad), död den 26 oktober 1964 i Bad Salzuflen, var en tysk författare. På svenska finns hon representerad i antologin Kvinnor runt Östersjön (1996).

## Biografi
Agnes Miegel var bosatt i sin födelsestad fram till 1945 och därefter i Bad Nenndorf. Hon utgav bland annat Gedichte (1901; 4:e upplagan 1911), Balladen und Lieder (1907; 2:a upplagan 1910) och Gedichte und Spiele (1921). Agnes Miegels diktning har i allmänhet en balladartad prägel, och hon räknades jämte Lulu von Strauss und Torney till Detlev von Liliencrons och Börries von Münchhausens främsta efterföljare inom denna lyriska art. 1916 delade hon Kleistpriset med Heinrich Lersch, 1940 fick hon Goethepriset.
I augusti 1934 publicerades ett upprop formulerat av Joseph Goebbels i NSDAP:s partiorgan Völkischer Beobachter. I korthet handlade detta om att offentligt visa Führern sin trohet. Det var undertecknat av namnkunniga författare, bildkonstnärer, konsthistoriker, arkitekter, skådespelare, musiker och tonsättare. Bland dem fanns Agnes Miegel. Mot slutet av andra världskriget återfanns Miegel på propagandaministeriets lista över "gudabenådade" kulturskapare, den så kallade Gottbegnadeten-Liste, vilket skänkte henne ett extra skydd av staten och befriade henne från allt deltagande i militär verksamhet.
Hon var medlem av NSDAP.

## På svenska
- Kvinnor runt Östersjön, en antologi sammanställd av Meta Ottosson (Stockholm: En bok för alla, 1996)